# روبرت بلاكويل
روبرت بلاكويل (بالإنجليزية: Robert Blackwell)‏ (و. 1918 – 1985 م) هو كاتب غنائي من الولايات المتحدة الأمريكية ولد في سياتيل، واشنطن.

## روابط خارجية
- روبرت بلاكويل على موقع IMDb (الإنجليزية)
- روبرت بلاكويل على موقع الموسوعة البريطانية (الإنجليزية)
- روبرت بلاكويل على موقع ميوزك برينز (الإنجليزية)
- روبرت بلاكويل على موقع قاعدة بيانات برودواي على الإنترنت (الإنجليزية)
- روبرت بلاكويل على موقع أول ميوزيك (الإنجليزية)
- روبرت بلاكويل على موقع ديسكوغز (الإنجليزية)